# Torku Konyaspor BK
O Torku Konyaspor Basketbol Kulübü, é um clube de basquetebol profissional sediado na cidade de Cônia, Turquia que atualmente disputa a Liga Turca. Foi fundado em 1987 e manda seus jogos na Selçuklu Belediyesi Sport Hall com capacidade para 3800 espectadores.

## Jogadores Notáveis
- Ufuk Kaçar
- Umut Yenice
- Yunus Çankaya
- - Ekene Ibekwe
- Alex Dunn
- Brian Boddicker
- - David Lee Dixon
- Kevin Braswell
- Monty Mack
- Sean Williams
- Troy DeVries
- Warren Carter
- Hakim Warrick